# Boulevard Paoli

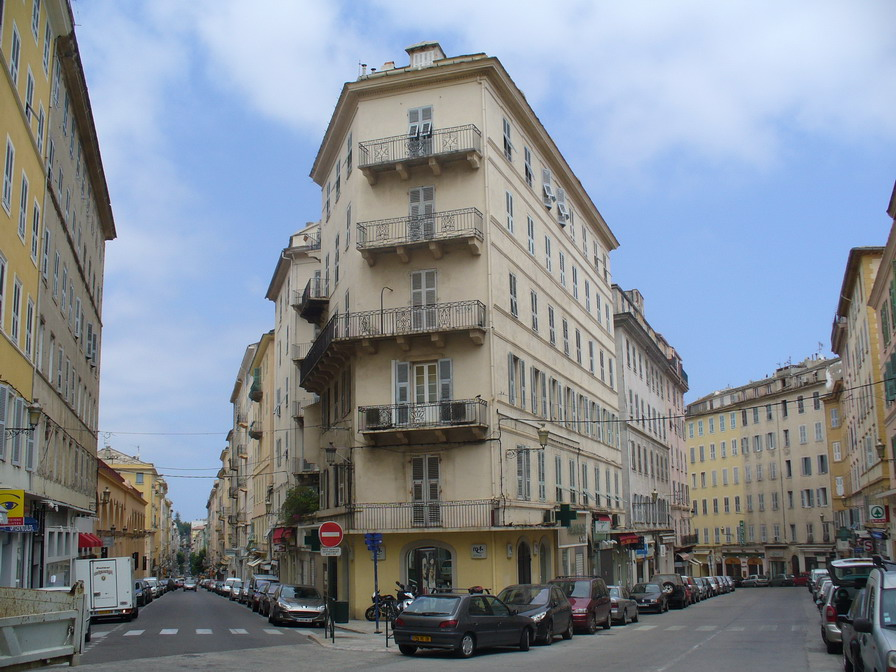
L'intersection du boulevard Paoli et de la rue César Campinchi

Le boulevard Paoli est un boulevard situé à Bastia, en Haute-Corse. Il relie dans sa partie sud le rond-point du palais de justice avec, dans sa partie basse au nord, l'avenue Maréchal Sebastiani.
C'est la rue principale du centre historique de la ville. C'est une rue aujourd'hui très commerciale et animée.
En corse le boulevard Paoli est appelé A Traversa.
Le boulevard Paoli est caractéristique de l'architecture bastiaise du XIXe siècle avec ses immeubles de style italien, avec ses toits en lauze de schiste, ses façades colorées parfois dotées de moulures et d'ornements néoclassiques.

## Histoire
Le boulevard Paoli est né avec le développement de Bastia au XVIIIème siècle. Les urbanistes décidèrent alors de créer un nouvel axe de communication qui modifierait les rues étroites et tortueuses de Terra Vechja. Il fut décidé en 1831 de construire de grandes et hautes maisons, et au milieu une route large, droite et carrossable.
Le plan d'urbanisme prévoit une cohérence dans cette partie de la ville qui n'est pas encore construite : toutes les maisons doivent avoir quatre étages (décision du 8 mai 1839), le rez-de-chaussée doit avoir une vocation commerciale.
Le plan de la ville de 1844 nous montre que le boulevad Paoli s'arrêtait alors au niveau de l'actuelle rue Miot. A cette époque la place Saint-Nicolas est un terrain vague, à la place des quartiers du Fangu et de l'Annonciade on trouve des jardins.

Plan de Bastia en 1866

## Différents noms

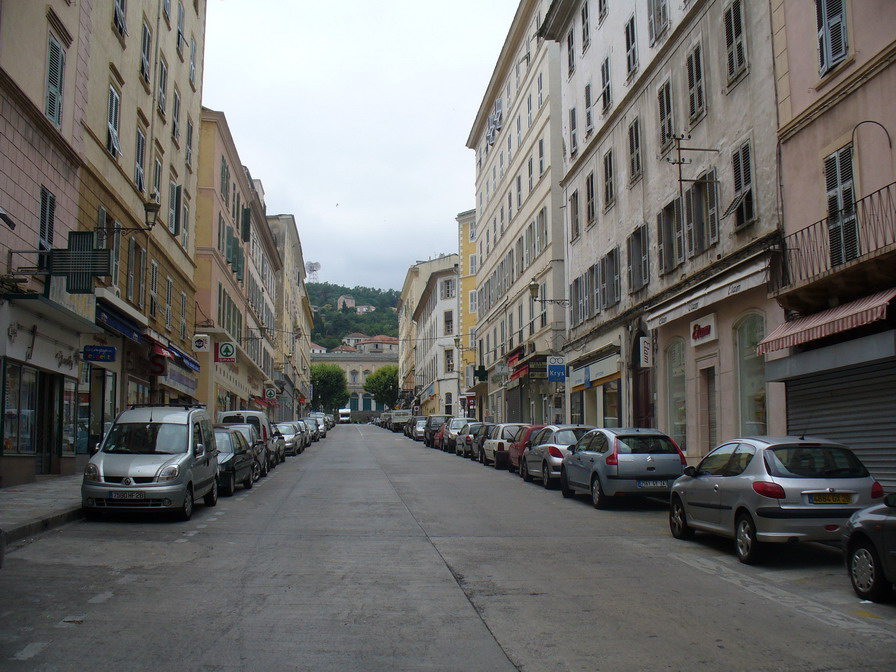
Une vue du boulevard Paoli

La nouvelle artère porte d'abord le nom de « Traverse Royale », car elle a été créée en 1838 sous le règne du roi Louis-Philippe. Les Bastiais l'appellent alors en corse A Traversa.
Sous le second empire, la Traverse Royale change de nom et devient « traversée numéro 2 » ou « nouvelle traverse ». La "traverse numéro 1" est la rue qui va de l'église de Saint Joseph à la Place d'Armes, et la "traverse numéro 3" l'actuelle rue César Campinchi.
Autour des années 1850, on change de noms. La partie supérieure, depuis le Palais de Justice jusqu'au numéro 12 (où se trouve un beau portique en marbre) fut d'abord appelée "Boulevard Général Bonaparte" puis plus tard "boulevard du Palais".
La partie inférieure est appelée "boulevard Paoli".
C'est en 1943 que l'ensemble du boulevard prend le nom de « boulevard Paoli ».

## Architecture

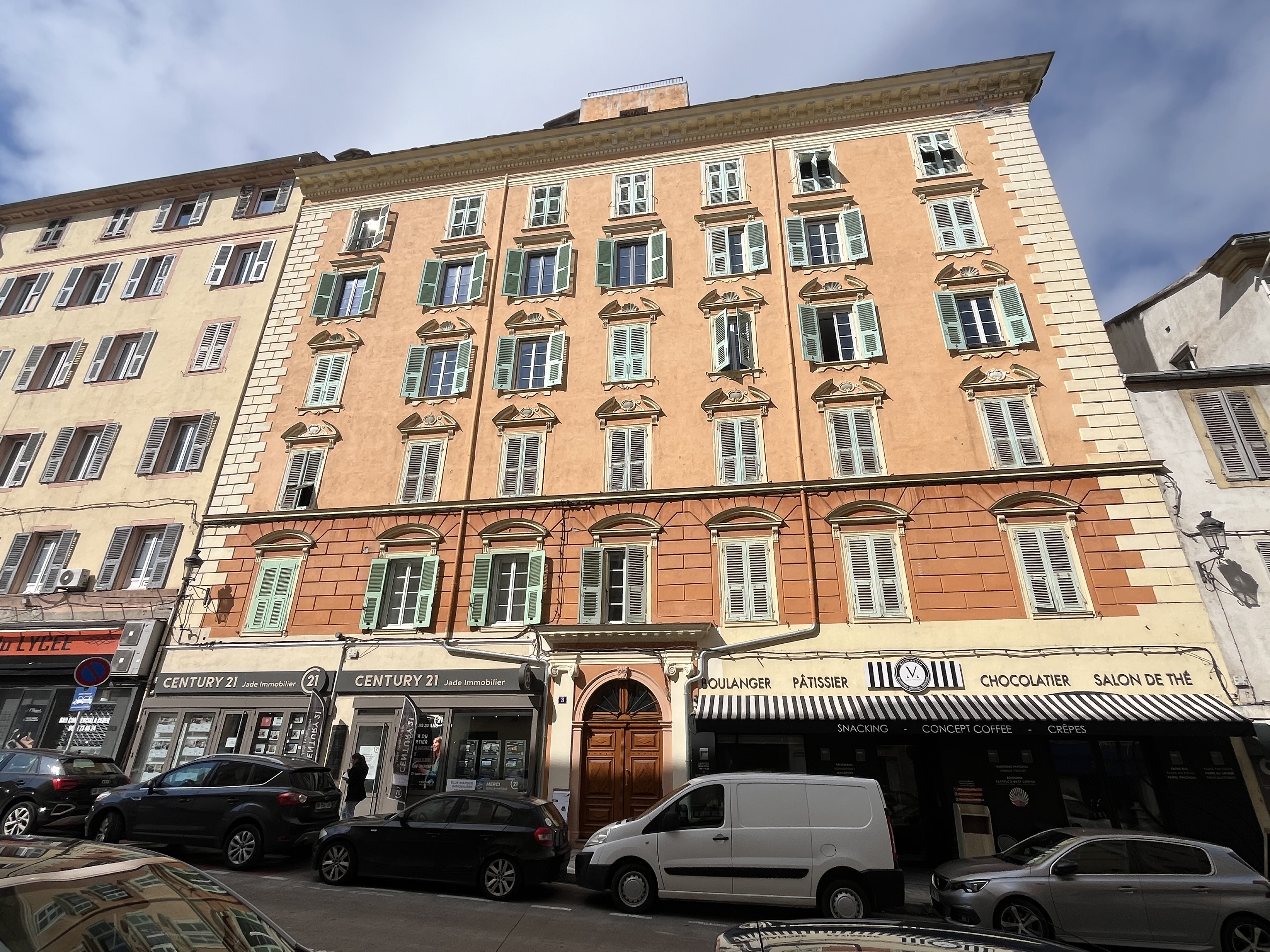
Façade du numéro 3

Les maisons du boulevard Paoli sont de style toscan. Ils prennent pour modèle les palais italiens. Les façades sont élégantes et décorées, souvent colorées. Les fenêtres ont toutes des persiennes avec volets. On trouve également des balcons en fer forgé.
En 1839, soucieuse de donner de la cohérence à cette nouvelle artère, la municipalité impose aux bâtiments quatre étages d'habitation en plus des commerces et magasins au rez-de-chaussée. Sous le second empire, de nouvelles maisons furent construites, notamment dans la partie basse. Ceux-ci ont ici parfois un niveau supplémentaire.
La façade la plus ornementée se trouve au numéro 3. Elle est inspirée du style baroque. L'immeuble date du second empire. Les fenêtres sont surmontées de fronteaux interrompus, décorés de coquilles et de cartouches.

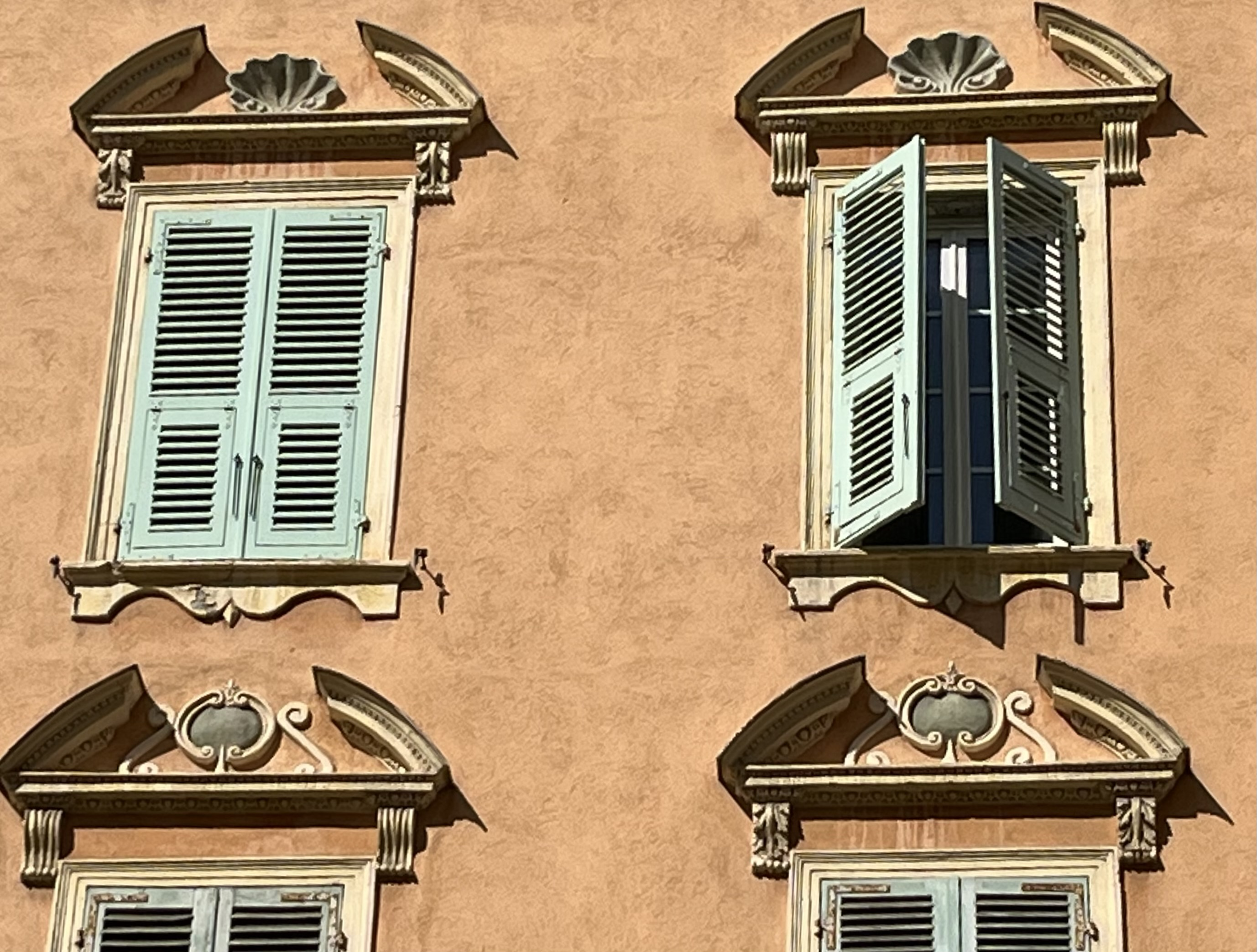
Détails de la façade du numéro 3

## Lieux d'intérêt

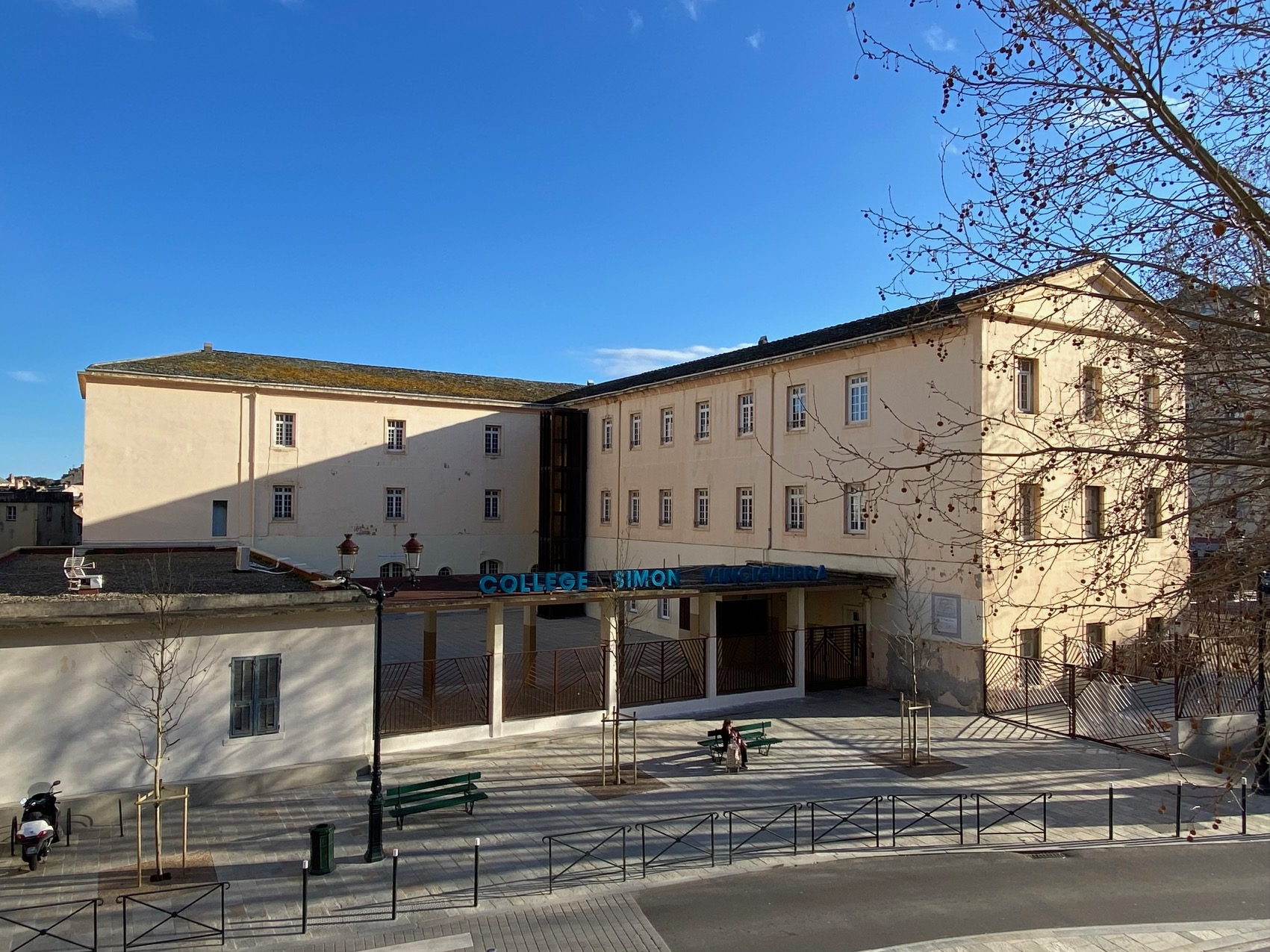
L'ancien collège des Jésuites, aujourd'hui collège Simon Vinciguerra

### Le couvent des Jésuites
C'est le plus ancien établissement d'enseignement de Corse. Les Jésuites sont un ordre religieux fondé par Ignace de Loyola. Leur mission était la pacification et l'éducation de la population pauvre.
Sa construction fut décidée en 1601, et les premiers cours furent dispensés dans les environs du collège actuel. Mais la construction du collège prendra du temps. Elle débute en 1612. Le collège ouvre ses portes en 1647, mais c'est encore un chantier de construction. Il faudra attendre 1680 pour l'ouverture officielle.
Après la Révolution française, les Jésuites furent expulsés de France. L'établissement reste un lieu d'enseignement. Il devient collège royal, puis lycée impérial. Il s'appelle désormais Collège Simon Vinciguerra.

### Le Palais de Justice
Sa construction débute en 1852. Il fut inauguré six ans plus tard, en 1858 .

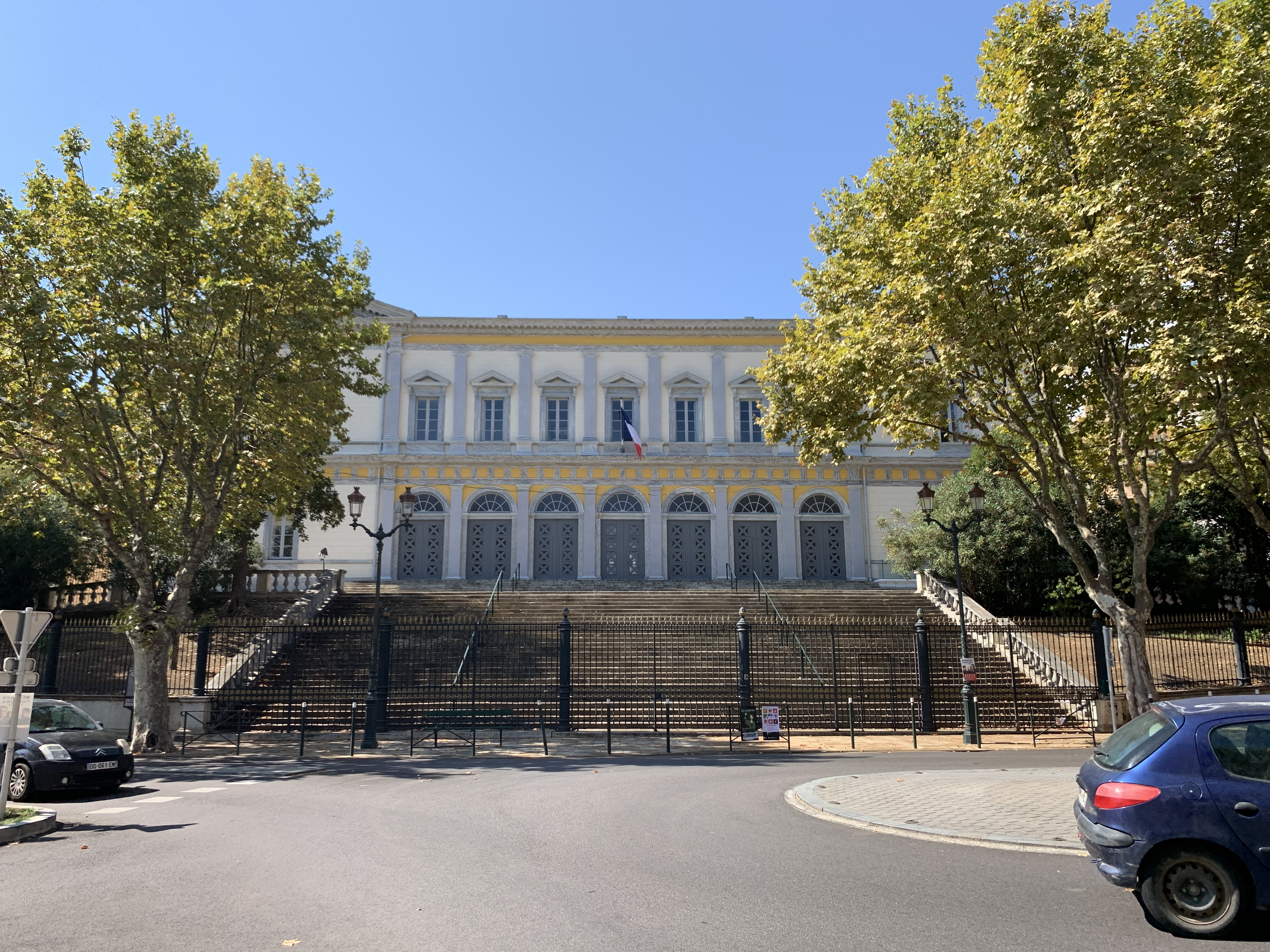
Le palais de justice

### Le palais Valéry

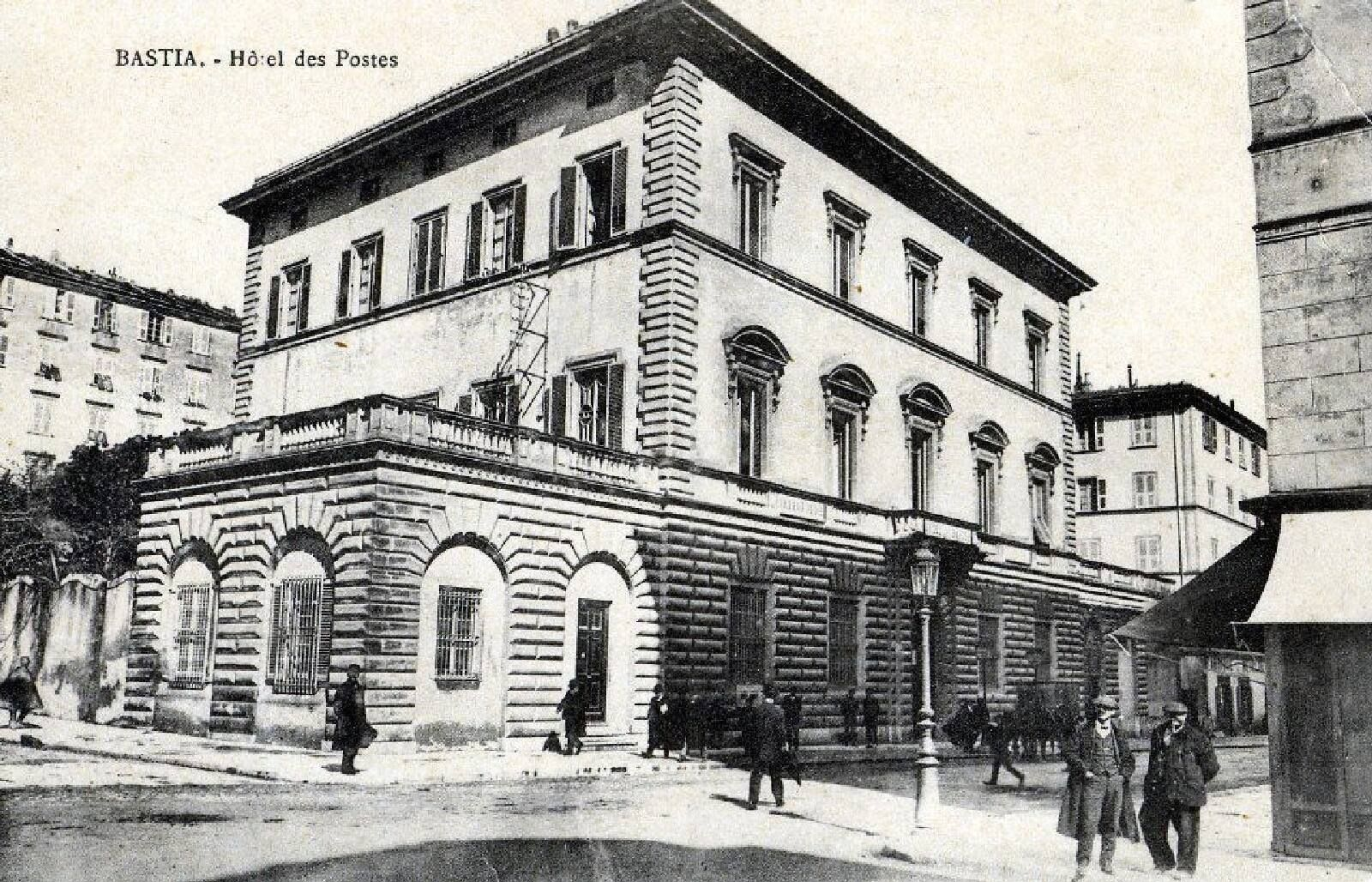
Le palais Valery, ancien hôtel des postes

La Casa Valery, ou Palazzu Valery, ou Palais Valery était un important hôtel particulier situé dans le bas du boulevard Paoli, aux numéros 37 et 37 bis. Il a été construit par les frères Valery, riches armateurs bastiais. Les plans ont été signés par l'architecte florentin Poggi. En 1910 l'immeuble devient hôtel des postes. Bombardé pendant la Seconde Guerre mondiale, il fut rasé dans les années 1960 et un nouvel immeuble fut construit à son emplacement.

### Le monument dédié à Pasquale Paoli

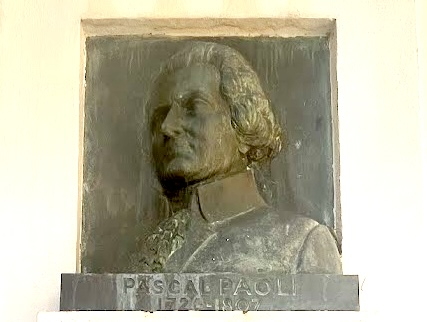
Le bas-relief réalisé par Louis Patriarche

Près du boulevard Paoli, au croisement de la rue Salvatore Viale, dans les escaliers qui montent au théâtre se trouve un monument dédié à Pasquale Paoli. Elle est représentée dans un bas-relief. Elle est l'œuvre du sculpteur bastiais Louis Patriarche en 1934.
Il y a aussi une plaque commémorative, posée en 2008.

## A voir également
- Vieux-Port
- La Citadelle
- Le marché